# Gekraagde dwergooruil
De gekraagde dwergooruil (Otus lettia) is een uil uit de familie Strigidae. Deze soort wordt ook wel opgevat als een ondersoort van de Indische dwergooruil (Otus bakkamoena).

## Kenmerken
Het verenkleed van deze vogel is bruingrijs of roodbruin met opvallende oorpluimen en donkere ogen. Dit is bij beide geslachten gelijk. De lichaamslengte bedraagt 20 cm en het gewicht 100 tot 125 gram.

## Leefwijze
Overdag zit de vogel tussen de begroeiing en komt pas in de schemering tevoorschijn om te jagen op insecten.

## Verspreiding en leefgebied
Deze soort komt voor in Zuid-Azië van het noorden van Pakistan en India en van de Himalaya tot in Zuid-China. Het is gedeeltelijk een trekvogel die overwintert in het zuiden van India, Sri-Lanka en Maleisië. Hij leeft in bossen, aan bosranden, op plantages en andere boomrijke plaatsen.
De soort telt zes ondersoorten:
- O. l. plumipes: van noordelijk Pakistan tot westelijk Nepal.
- O. l. lettia: van oostelijk Nepal tot Myanmar en Indochina.
- O. l. erythrocampe: zuidoostelijk China en noordwestelijk Vietnam.
- O. l. glabripes: Taiwan.
- O. l. umbratilis: Hainan.
- O. l. cnephaeus: zuidelijk Malakka.